# 爱达荷州县级行政区列表
美国爱達荷州共有44个县（含历史上曾存在的县）。根據2020年美國人口普查的數據，愛達荷州共有1,839,106人，陸地面積共有214,044平方公里。平均每個縣擁有41,798人，其中埃達縣以494,967人高居榜首，克拉克縣則僅有790人，是全州人口最少的縣。平均每個縣的面積為4,864平方公里。最大的是21,980平方公里的愛達荷縣，最小的是1050平方公里的佩埃特縣。
愛達荷領地於1863年3月從達科他領地、內布拉斯加領地及華盛頓領地中分拆。領地於1864年劃分為州內最早成立的六個縣，直至1868年才正式奠定如今的州界。在愛達荷州於1890年7月3日加入聯邦時，愛達荷州便已拆分成18個縣。此後20年間州內只增加了五個縣，但愛達荷州的縣份數量於1911年至1919年間迅速增長，共新增了21個縣。隨著克拉克縣、卡里布縣和傑羅姆縣三個縣的建立後，州內的縣數量便維持在44個。
爱达荷州的縮寫為ID，而該州的FIPS代碼是16，与县代码结合使用时写成16XXX。以下列表包含各個縣的名稱、面積、人口、縣名來源、FIPS代碼、車牌前綴（若某英文字母開首的縣只有一個，前輟為該英文字母，如「V」、「W」；若某英文字母開首的縣多於一個，便會按其字母順序在前面加上數字，如「1A」、「2A」等）及其在爱达荷州的位置。联邦资料处理标准代码（简称代码），该代码是联邦政府用来区分各州和各县的唯一识别码。所有的代码将链接至该县最近的一次人口普查数据。

## 縣份列表
| 县           | FIPS代码 | 縣治           | 成立日期       | 拆分自                       | 汽車牌照前輟 | 辭源 | 人口 （2020年） | 面积                             | 地图                         |
| ------------ | -------- | -------------- | -------------- | ---------------------------- | ------------ | --- | --------------- | -------------------------------- | ---------------------------- |
| 埃達縣       | 001      | 博伊西         | 1864年12月22日 | 博伊西縣                     | 1A           | 埃達·里格斯（1856－1909），愛達荷領地立法委員會成員的女兒                                                                                | 494,967         | 1,055平方英里 （2,732平方公里）  | 標示出埃達縣位置的地圖       |
| 亞當斯縣     | 003      | 康瑟           | 1911年3月11日  | 華盛頓縣                     | 2A           | 约翰·亚当斯 （1735－1826），第二任美国总统 （1797－1801）                                                                                | 4,379           | 1,365平方英里 （3,535平方公里）  | 標示出亞當斯縣位置的地圖     |
| 班諾克縣     | 005      | 波卡特洛       | 1893年3月6日   | 賓厄姆縣                     | 1B           | 班諾克人，美國原住民的一支 | 87,018          | 1,113平方英里 （2,883平方公里）  | 標示出班諾克縣位置的地圖     |
| 貝爾萊克縣   | 007      | 巴黎           | 1875年1月5日   | 奧奈達縣                     | 2B           | 位於此縣與猶他州交界的熊湖（Bear Lake）                                                                                                  | 6,372           | 971平方英里 （2,515平方公里）    | 標示出貝爾萊克縣位置的地圖   |
| 本瓦縣       | 009      | 聖瑪麗         | 1915年1月23日  | 庫特內縣                     | 3B           | 本瓦（Ben'wah），科達蓮族酋長 | 9,530           | 776平方英里 （2,010平方公里）    | 標示出本瓦縣位置的地圖       |
| 賓厄姆縣     | 011      | 布萊克富特     | 1885年1月13日  | 奧奈達縣                     | 4B           | 亨利·H·賓厄姆 （1841－1912），南北戰爭上將及來自賓夕法尼亞州的美國眾議員                                                                 | 47,992          | 2,095平方英里 （5,426平方公里）  | 標示出賓厄姆縣位置的地圖     |
| 布萊恩縣     | 013      | 黑利           | 1895年3月5日   | 阿爾圖拉斯縣 洛根縣          | 5B           | 詹姆斯·G·布莱恩 （1830－1893），第三十一任美国国务卿及1884年美國總統選舉候選人                                                           | 24,272          | 2,645平方英里 （6,851平方公里）  | 標示出布萊恩縣位置的地圖     |
| 博伊西縣     | 015      | 愛達荷城       | 1864年2月4日   | 最早成立的六個縣之一         | 6B           | 博伊西河，愛達荷州的主要河流 | 7,610           | 1,902平方英里 （4,926平方公里）  | 標示出博伊西縣位置的地圖     |
| 邦納縣       | 017      | 桑德波因特     | 1907年2月21日  | 庫特內縣                     | 7B           | 埃德溫·L·邦納（1834－1902），库特内河渡輪服務提供者                                                                                      | 47,110          | 1,738平方英里 （4,501平方公里）  | 標示出邦納縣位置的地圖       |
| 邦納維爾縣   | 019      | 愛達荷福爾斯   | 1911年2月7日   | 賓厄姆縣                     | 8B           | 本傑明·邦納維爾（1796－1878），生於法國的美國西部探險家                                                                                  | 123,964         | 1,869平方英里 （4,841平方公里）  | 標示出邦納維爾縣位置的地圖   |
| 邦德里縣     | 021      | 邦納斯費里     | 1915年1月23日  | 邦納縣                       | 9B           | 因該縣鄰近加拿大而得名 | 12,056          | 1,269平方英里 （3,287平方公里）  | 標示出邦德里縣位置的地圖     |
| 布尤特縣     | 023      | 阿科           | 1917年2月6日   | 賓厄姆縣 布萊恩縣 傑佛遜縣   | 10B          | 斯内克河平原凸出的小山峰 | 2,574           | 2,233平方英里 （5,783平方公里）  | 標示出布尤特縣位置的地圖     |
| 卡默斯縣     | 025      | 費爾菲爾德     | 1917年2月6日   | 布萊恩縣                     | 1C           | 霞花屬（Camassia），一種美國原住民及早期定居者的主要食物來源                                                                             | 1,077           | 1,077平方英里 （2,789平方公里）  | 標示出卡默斯縣位置的地圖     |
| 坎寧縣       | 027      | 考德威爾       | 1891年3月7日   | 埃達縣                       | 2C           | 縣名來源說法不一，可能是位於博伊西河近考德威爾的峽谷或組成此縣部份邊界的斯内克河峽谷                                                     | 231,105         | 590平方英里 （1,528平方公里）    | 標示出坎寧縣位置的地圖       |
| 卡里布縣     | 029      | 索達斯普陵     | 1919年2月11日  | 班諾克縣                     | 3C           | 其中一部份位於縣內的卡里布山脈（Caribou Mountains），此山脈因形狀像馴鹿而得名                                                            | 7,027           | 1,766平方英里 （4,574平方公里）  | 標示出卡里布縣位置的地圖     |
| 喀細亞縣     | 031      | 伯利           | 1879年2月20日  | 奧懷希縣                     | 4C           | 縣名來源說法不一，可能是位於縣內的喀細亞溪或摩爾門大隊成員詹姆斯·約翰·卡西爾（1821－1890）                                               | 24,655          | 2,567平方英里 （6,648平方公里）  | 標示出喀細亞縣位置的地圖     |
| 克拉克縣     | 033      | 杜波伊斯       | 1919年2月1日   | 弗里蒙特縣                   | 5C           | 山姆·K·克拉克（1857－1933）州內早期定居者及愛達荷州州內的參議員                                                                          | 790             | 1,765平方英里 （4,571平方公里）  | 標示出克拉克縣位置的地圖     |
| 清水縣       | 035      | 奧羅菲諾       | 1911年2月27日  | 內茲珀斯縣                   | 6C           | 位於州內的清水河，該河得名於其清澈的河水                                                                                                 | 8,734           | 2,462平方英里 （6,377平方公里）  | 標示出清水縣位置的地圖       |
| 卡斯特縣     | 037      | 查利斯         | 1881年1月8日   | 阿爾圖拉斯縣 萊姆哈伊縣      | 7C           | 位於縣內的「卡斯特將軍礦場」，該礦場得名自乔治·阿姆斯特朗·卡斯特（1839－1876），美國陸軍將領，於小大角战役中陣亡                         | 4,249           | 4,926平方英里 （12,758平方公里） | 標示出卡斯特縣位置的地圖     |
| 埃爾莫爾縣   | 039      | 芒廷霍姆       | 1889年2月7日   | 阿爾圖拉斯縣                 | E            | 位於奧懷希縣的「艾達埃爾莫爾礦場」（Ida Elmore mines），該礦場於1860年代為州內最大的金銀礦場                                             | 28,666          | 3,078平方英里 （7,972平方公里）  | 標示出埃爾莫爾縣位置的地圖   |
| 富蘭克林縣   | 041      | 普雷斯頓       | 1913年1月20日  | 奧奈達縣                     | 1F           | 富蘭克林·杜威·理查茲 (1821－1899)，州內早期的摩門教門徒                                                                                  | 14,194          | 666平方英里 （1,725平方公里）    | 標示出富蘭克林縣位置的地圖   |
| 弗里蒙特縣   | 043      | 聖安東尼       | 1893年3月4日   | 賓厄姆縣                     | 2F           | 約翰·查爾斯·弗里蒙特（1813－1890），美國探險家、上將，及來自加利福尼亞州的參議員                                                         | 13,388          | 1,867平方英里 （4,836平方公里）  | 標示出弗里蒙特縣位置的地圖   |
| 傑姆縣       | 045      | 埃米特         | 1915年3月15日  | 博伊西縣 坎寧縣              | 1G           | 「寶石之州」，愛達荷州的其中一個暱稱 | 19,123          | 563平方英里 （1,458平方公里）    | 標示出傑姆縣位置的地圖       |
| 古丁縣       | 047      | 古丁           | 1913年1月28日  | 林肯縣                       | 2G           | 法蘭克·R·古丁 (1859-1928)，第七任愛荷華州州長 (1905-1909)及代表愛達荷州的參議員 (1921-1928)                                              | 15,598          | 731平方英里 （1,893平方公里）    | 標示出古丁縣位置的地圖       |
| 愛達荷縣     | 049      | 格蘭奇維爾     | 1864年2月4日   | 最早成立的六個縣之一         | I            | 此縣、愛達荷領地及愛達荷州皆得名自的哥倫比亞河一艘名為「Idaho」的蒸汽船，但「Idaho」的語源至今未明                                       | 16,541          | 8,485平方英里 （21,976平方公里） | 標示出愛達荷縣位置的地圖     |
| 傑佛遜縣     | 051      | 里奇比         | 1913年2月18日  | 弗里蒙特縣                   | 1J           | 托马斯·杰斐逊（1743－1826），第三任美国总统 （1801－1809）、第二任美国副总统 （1797－1801）、維珍尼亞州州長 （1779－1781）及美国开国元勋 | 30,891          | 1,095平方英里 （2,836平方公里）  | 標示出傑佛遜縣位置的地圖     |
| 傑羅姆縣     | 053      | 傑羅姆         | 1919年2月8日   | 古丁縣 林肯縣                | 2J           | 縣名來源說法不一，可能來自愛達荷州北部灌溉計劃發起人傑羅姆·希爾、其女婿傑羅姆·庫恩或其外孫小傑羅姆·庫恩                                  | 24,237          | 600平方英里 （1,554平方公里）    | 標示出傑羅姆縣位置的地圖     |
| 庫特內縣     | 055      | 科達蓮         | 1864年         | 內茲珀斯縣                   | K            | 庫特內人，美國原住民的一支 | 171,362         | 1,245平方英里 （3,225平方公里）  | 標示出庫特內縣位置的地圖     |
| 拉塔縣       | 057      | 莫斯科         | 1888年5月14日  | 內茲珀斯縣                   | 1L           | 位於華盛頓州及愛達荷州的拉塔溪（Latah Creek），而此溪得名自「松樹棲息地」的內茲珀斯族語                                                  | 39,517          | 1,077平方英里 （2,789平方公里）  | 標示出拉塔縣位置的地圖       |
| 萊姆哈伊縣   | 059      | 沙蒙           | 1869年1月9日   | 愛達荷縣                     | 2L           | 萊姆哈伊（Limhi），摩爾門經記載的尼腓人國王                                                                                              | 7,974           | 4,564平方英里 （11,821平方公里） | 標示出萊姆哈伊縣位置的地圖   |
| 劉易斯縣     | 061      | 內茲佩爾塞     | 1911年3月3日   | 內茲珀斯縣                   | 3L           | 梅里韦瑟·刘易斯 （1774－1809），探險家、軍人，路易斯與克拉克遠征領隊                                                                     | 3,533           | 479平方英里 （1,241平方公里）    | 標示出劉易斯縣位置的地圖     |
| 林肯縣       | 063      | 秀修尼         | 1895年3月18日  | 布萊恩縣                     | 4L           | 亚伯拉罕·林肯 （1809－1865），美国第十六任总统 （1861－1865）。因愛達荷領地於林肯任內成立而得名                                          | 5,127           | 1,206平方英里 （3,124平方公里）  | 標示出林肯縣位置的地圖       |
| 麥迪遜縣     | 065      | 雷克斯堡       | 1913年2月18日  | 弗里蒙特縣                   | 1M           | 詹姆斯·麦迪逊 （1751－1836），第四任美國總統 （1809－1817）                                                                              | 52,913          | 472平方英里 （1,222平方公里）    | 標示出麥迪遜縣位置的地圖     |
| 米尼多卡縣   | 067      | 魯珀特         | 1913年1月28日  | 林肯縣                       | 2M           | 語源不明，可能是「噴泉」或「泉水」的拉科塔語，或「遼闊的土地」的休休尼語                                                                 | 21,613          | 760平方英里 （1,968平方公里）    | 標示出米尼多卡縣位置的地圖   |
| 內茲珀斯縣   | 069      | 劉易斯頓       | 1864年2月4日   | 最早成立的六個縣之一         | N            | 內茲珀斯人，美國原住民的一支 | 42,090          | 849平方英里 （2,199平方公里）    | 標示出內茲珀斯縣位置的地圖   |
| 奧奈達縣     | 071      | 馬拉德市       | 1864年12月22日 | 最早成立的六個縣之一         | 1O           | 位於紐約州的奧奈達湖，因愛達荷州許多早期定居者都來自此湖附近而得名。該湖得名自奧奈達人，美國原住民的一支                                 | 4,564           | 1,200平方英里 （3,108平方公里）  | 標示出奧奈達縣位置的地圖     |
| 奧懷希縣     | 073      | 莫菲           | 1863年12月31日 | 最早成立的六個縣之一         | 2O           | 「夏威夷」於當時通用的一種拼法。因縣內曾於1820年代期間盛行交易夏威夷獸皮而得名                                                           | 11,913          | 7,678平方英里 （19,886平方公里） | 標示出奧懷希縣位置的地圖     |
| 佩埃特縣     | 075      | 佩埃特         | 1917年2月28日  | 坎寧縣                       | 1P           | 弗朗索瓦·帕耶特 （1793年－1844年），生於加拿大的獸皮商人及州內的早期定居者                                                               | 25,396          | 408平方英里 （1,057平方公里）    | 標示出佩埃特縣位置的地圖     |
| 鮑爾縣       | 077      | 亞美利加瀑布城 | 1913年1月30日  | 賓厄姆縣 布萊恩縣 奧奈達縣   | 2P           | 位於亞美利加瀑布城的發電廠 | 7,878           | 1,406平方英里 （3,642平方公里）  | 標示出鮑爾縣位置的地圖       |
| 肖肖尼縣     | 079      | 華萊士         | 1864年2月4日   | 最早成立的六個縣之一         | S            | 休休尼人，美國原住民的一支 | 13,169          | 2,634平方英里 （6,822平方公里）  | 標示出肖肖尼縣位置的地圖     |
| 提頓縣       | 081      | 德里格斯       | 1915年1月26日  | 賓厄姆縣 弗里蒙特縣 麥迪遜縣 | 1T           | 位於懷俄明州的提頓山脈（Teton Range） | 11,630          | 450平方英里 （1,165平方公里）    | 標示出提頓縣位置的地圖       |
| 特溫福爾斯縣 | 083      | 特溫福爾斯     | 1907年2月21日  | 喀細亞縣                     | 2T           | 位於斯内克河的一道瀑布 | 90,046          | 1,925平方英里 （4,986平方公里）  | 標示出特溫福爾斯縣位置的地圖 |
| 瓦利縣       | 085      | 喀斯喀特       | 1917年2月26日  | 博伊西縣 愛達荷縣            | V            | 位於縣內佩埃特河附近的長谷（Long Valley）                                                                                                | 11,746          | 3,733平方英里 （9,668平方公里）  | 標示出瓦利縣位置的地圖       |
| 華盛頓縣     | 087      | 韋瑟           | 1879年2月20日  | 埃達縣                       | W            | 乔治·华盛顿 （1732－1799），第一任美國總統 （1789－1797）                                                                                | 10,500          | 1,456平方英里 （3,771平方公里）  | 標示出華盛頓縣位置的地圖     |

## 曾經存在的縣
| 縣名                            | 建立時間     | 消失時間     | 備註 |
| ------------------------------- | ------------ | ------------ | --- |
| 阿爾圖拉斯縣 （Alturas County） | 1864年2月4日 | 1895年3月5日 | 縣名為「山脈頂峰」的西班牙語。與洛根縣合併為布萊恩縣。                                                                             |
| 洛根縣 （Logan County）         | 1889年2月7日 | 1895年3月5日 | 由於建立後其自治權過大而引發爭議，更多次違背領地法律而直接導致愛達荷領地升格為州以制衡其權力。1895年與阿爾圖拉斯縣合併為布萊恩縣。 |
| 拉托縣 （Lah-Toh County）       | 1864年       | 1867年       | 愛達荷領地政府曾計劃建立的縣，最終決定建立拉塔縣與庫特內縣作取替                                                                   |

## 另見
- 爱达荷州城市列表